# Les Gardiens de la Galaxie Vol. 2
Série l'univers cinématographique Marvel
Doctor Strange
(2016) Spider-Man: Homecoming
(2017)
Série Les Gardiens de la Galaxie
Les Gardiens de la Galaxie
(2014) Les Gardiens de la Galaxie : Joyeuses Fêtes
(2022)
Pour plus de détails, voir Fiche technique et Distribution.
Les Gardiens de la Galaxie Vol. 2 (Guardians of the Galaxy Vol. 2) est un film de super-héros américain écrit et réalisé par James Gunn, sorti en 2017.
Ce film, adapté de la série de comics Gardiens de la Galaxie, est le quinzième de l'univers cinématographique Marvel et le troisième de la phase III. Il fait suite au film Les Gardiens de la Galaxie sorti en 2014, et est suivi par Les Gardiens de la Galaxie Vol. 3 en 2023. Il se déroule donc durant la phase 3 de l'univers.
Après avoir affronté Ronan l'Accusateur, les Gardiens de la Galaxie voyagent de planète en planète et y vendent leurs services. Ils vont découvrir la mystérieuse filiation de Star-Lord.

## Synopsis
Sur Terre, en 1980 dans le Missouri, Meredith Quill est en compagnie d'Ego. Ce dernier lui présente une plante étrange qui a pris racine et lui dit que bientôt il y en aura partout dans toute la galaxie et aux quatre coins de l'Univers.
Trente-quatre ans plus tard, à la suite de leur victoire contre Ronan l'Accusateur, les Gardiens de la Galaxie, groupe hétéroclite constitué de Peter Quill, alias Star-Lord (à moitié Terrien), Gamora, la fille adoptive de Thanos, Drax le Destructeur, Rocket, un raton-laveur génétiquement modifié et bébé Groot, sont missionnés par diverses races au sein de la galaxie afin d'accomplir des missions rémunérées. L'une d'elles, confiée par la fière race des Souverains, les conduit à protéger les précieuses batteries Anulax d'un monstre inter-dimensionnel, l'Abilisk. En échange, les Souverains leur ont promis de leur livrer Nébula, la sœur de Gamora. Après avoir tué la créature, les Gardiens de la Galaxie prennent congé, mais s'aperçoivent alors que l'un de leurs membres, Rocket, a sournoisement volé les batteries Anulax, provoquant la fureur de la prêtresse Ayesha (la dirigeante des Souverains) qui envoie une flotte à leurs trousses.
Après une âpre course-poursuite, la flotte est mystérieusement détruite et les Gardiens de la Galaxie atterrissent en catastrophe sur la planète Berhert, où ils font la connaissance d'Ego. Ce dernier se présente comme étant le père de Peter Quill. Pendant ce temps, Yondu Udonta et sa bande de Ravageurs, désormais exclu par Stakar (le chef de tous les Ravageurs) pour s'être livrés au trafic d'enfants, sont sur la planète Contraxia. Sur place, Yondu reçoit la visite de la prêtresse Ayesha, qui lui demande de lui livrer les Gardiens en échange d'une forte somme.
Sur Berhert, Quill, Drax et Gamora se joignent à Ego pour aller dans son repaire, laissant Rocket et bébé Groot surveiller Nébula et réparer leur vaisseau. Malheureusement, Yondu et sa bande de Ravageurs, arrivent à leur tour sur Berhert. Ils capturent Rocket et bébé Groot puis libèrent Nébula. Mais Yondu ne compte pas les livrer à la prêtresse, en prétextant d'être poursuivis par les Cohortes de Nova, qui ont une dette envers les Gardiens de la Galaxie. Il se contente de récupérer les batteries Anulax afin de les rendre aux Souverains. Mais ce projet ne plaît pas aux autres pirates, qui provoquent une mutinerie sous l'impulsion de Taserface. Il prend la place de capitaine, reprochant à son prédécesseur d'être trop conciliant avec Quill. Tullk ainsi que les Ravageurs encore fidèles à leur chef sont exécutés.
Pendant ce temps, Ego emmène Star-Lord, Gamora et Drax sur sa propre planète. Il explique à son fils qu'il n'est d'aucune espèce mais d'essence céleste. Ego est donc un dieu. Il révèle qu'il était autrefois une lueur vacillante dérivant dans le cosmos. En quelques millions d'années, il a acquis la maîtrise des molécules qui l'environnaient, gagnant en force et en intelligence. Ainsi, Ego est en réalité la planète sur laquelle ils se trouvent tous et l'humain que les Gardiens ont en face d'eux n'est qu'un avatar utilisé par Ego pour voyager dans l'univers et découvrir d'autre formes de vie pour enlever son sentiment de solitude. Ego raconte à Quill comment il a rencontré sa mère Meredith, dont il est tombé amoureux, et lui apprend à utiliser la lumière enfouie sous la planète pour se servir du pouvoir céleste. Par la suite, Ego fait entrevoir à son fils son projet pour le futur et dévoile peu à peu sa face sombre: déçu par les autres espèces qu'il a rencontrées, il a développé un trouble de la personnalité narcissique. Jugeant que l'univers a besoin d'un redémarrage que seul lui et son fils peuvent faire, il a planté des extensions de lui-même sur d'innombrables planètes afin de se répandre dans l'univers. Pour parvenir à ses fins, il a besoin de l'aide d'un autre être céleste, et propose donc à Quill de le rejoindre. Quill, subjugué par la vision que lui donne son père, semble sur le point d'accepter.
Mantis, la servante empathique d'Ego, est cependant au courant des projets de son maître et dévoile d'autres détails troublants aux autres Gardiens. L'être céleste a eu des milliers d'enfants à travers l'univers, procréés avec différentes espèces extraterrestres. Ego payait Yondu pour lui ramener ses progénitures afin de voir si elles étaient porteuses des gènes célestes nécessaires à l'Expansion. Or, aucun de ses enfants, excepté Quill, n'avait reçu la faculté de se connecter à la lumière, les rendant inutiles aux yeux d'Ego, qui les a tous tués et enterrés dans les profondeurs de sa planète, où Gamora et Nébula (venue se venger de sa sœur mais ayant fini par s'allier à elle après un dernier affrontement ayant mis fin à leur rivalité entretenue par Thanos) découvrent leurs dépouilles. Par ailleurs, Ego révèle qu'il a délibérément implanté dans le cerveau de Meredith la tumeur qui a provoqué son cancer afin qu'elle ne le détourne pas de son plan. Quill, horrifié, se révolte aussitôt contre son père.
Une bataille éclate alors que Yondu, Rocket et Groot, qui ont échappé aux Ravageurs grâce à Kraglin, le second loyal de Yondu, arrivent à leur tour sur Ego, suivis d'une nouvelle flotte de Souverains venus se venger du vol des batteries Anulax. Rocket confectionne une bombe à partir des batteries que Groot parvient à implanter sur le noyau d'Ego, la lumière au cœur de la planète, tandis que Quill affronte son père en utilisant ses nouveaux pouvoirs célestes. Alors que la bombe est sur le point d'exploser, Rocket, Gamora, Nébula, Drax, bébé Groot, Kraglin et Mantis, qui s'est liée d'amitié avec Drax, se mettent en sécurité, Yondu et Quill étant toujours sur la planète. Une fois Ego détruit, Quill devient un simple mortel et Yondu choisit de se sacrifier pour le sauver. Quill comprend alors que Yondu ne l'a pas remis à Ego après l'avoir kidnappé car il savait ce qui l'attendait s'il s'avérait ne pas être utile aux yeux d'Ego. Les Gardiens de la Galaxie organisent alors d'émouvantes funérailles pour Yondu, Quill reconnaissant en lui le père qu'il n'avait jamais eu, en présence des autres bandes de Ravageurs, venus rendre un dernier hommage après avoir appris l'action héroïque de leur compagnon. En parallèle, Nébula s'apprête à quitter le vaisseau, mais est retenue par Gamora. Cette dernière reconnaît avoir ignoré ce que Thanos lui faisait subir, et tente de se faire pardonner en lui proposant d'intégrer l'équipe. Nébula refuse et annonce préférer partir tuer Thanos. Juste avant de la laisser, Gamora la prend dans ses bras en lui disant qu'elle restera toujours sa petite sœur.
Scènes inter-générique
Première scène : Kraglin, qui s'est vu remettre la flèche télékinétique de Yondu par Quill, s’entraîne seul dans une coursive à maîtriser l'arme. La flèche échappe à son contrôle et atteint Drax qui était assis dans une salle adjacente. Entendant ses hurlements, Kraglin fait mine de rien en sifflotant, puis s'enfuit.
Deuxième scène : Stakar réunit son ancienne équipe.
Troisième scène : la prêtresse Ayesha révèle à une de ses servantes qu'elle a créé un nouvel être, Adam, pour détruire les Gardiens de la Galaxie.
Quatrième scène : Quill entre dans la cabine de Groot. Groot a grandi et semble proche de sa forme d'adolescent. Assis, il joue avec une console de jeux. Quill lui reproche l'état de saleté de sa cabine et de perdre son temps à jouer à ce jeu stupide. Ne quittant pas des yeux l'écran, Groot lui répond laconiquement. Quill déclare alors qu'il comprend mieux Yondu.
Scène post-générique
Une conversation entre trois Gardiens et Stan Lee en combinaison d'astronaute, assis sur un fauteuil en pierre, vient de se terminer. Les Gardiens s'éloignent à pied, laissant Stan Lee seul. Celui-ci proteste et réclame en vain qu'ils le ramènent chez lui. Voulant attirer leur attention, il prétend avoir, encore, beaucoup d'histoires à raconter.

## Fiche technique
Sauf indication contraire, les informations mentionnées dans cette section peuvent être confirmées par les bases de données cinématographiques IMDb et Allociné,  présentes dans la section « Liens externes ».
- Titre original : Guardians of the Galaxy Vol. 2[1]
- Titre français et québécois : Les Gardiens de la Galaxie Vol. 2
- Réalisation : James Gunn
- Scénario : James Gunn, 
  - d'après la série de comics Gardiens de la Galaxie créée par Dan Abnett et Andy Lanning,
  - d'après le personnage Star-Lord créé par Steve Englehart et Steve Gan,
  - d'après les personnages Gamora et Drax créés par Jim Starlin,
  - d'après le personnage Groot créé par Stan Lee, Larry Lieber et Jack Kirby,
  - d'après le personnage Rocket Raccoon créé par Bill Mantlo et Keith Giffen,
  - d'après le personnage Howard the Duck créé par Steve Gerber et Val Mayerik
- Musique : Tyler Bates
- Direction artistique : Elena Albanese, Ramsey Avery, Vlad Bina, Jann K. Engel, Iain McFadyen, Harry E. Otto, Lauren E. Polizzi et Thomas Valentine
- Décors : Scott Chambliss
- Costumes : Judianna Makovsky
- Photographie : Henry Braham
- Son : Christopher Boyes, Lora Hirschberg, Dan Abrams, Mark Lindauer, Ryan Stern
- Montage : Fred Raskin et Craig Wood
- Production : Kevin Feige
  - Production déléguée : Stan Lee, Victoria Alonso, Louis D'Esposito (es), Nikolas Korda et Jonathan Schwartz
  - Production associée : Simon Hatt
  - Coproduction : David J. Grant et Lars P. Winther
- Sociétés de production[2] : Marvel Studios et Walt Disney Pictures
- Société de distribution : Walt Disney Studios Motion Pictures
- Budget : 200 millions de $[3]
- Pays de production :  États-Unis
- Langue originale : anglais
- Format[4] : couleur (ACES) (Technicolor) - D-Cinema - 2,39:1 (Cinémascope) - son Dolby Digital | Dolby Surround 7.1 | IMAX 12-Track | IMAX 6-Track | Dolby Atmos | Sonics-DDP (IMAX version)
- Genre : action, aventures, comédie, science-fiction, super-héros
- Durée : 135 minutes
- Dates de sortie[5] :
  - États-Unis : 19 avril 2017 (première mondiale à Los Angeles)[6] ; 5 mai 2017 (sortie nationale) ; 2 septembre 2018 (ressortie en version IMAX)
  - France, Belgique, Suisse romande : 26 avril 2017[7],[8],[9]
  - Québec : 5 mai 2017[10]
- Classification[11] :
  - États-Unis : accord parental recommandé, film déconseillé aux moins de 13 ans (PG-13 - Parents Strongly Cautioned)[Note 3]
  - France : tous publics[12]
  - Belgique : tous publics (Alle Leeftijden)[8]
  - Suisse romande : interdit aux moins de 12 ans[13]
  - Québec : tous publics - déconseillé aux jeunes enfants (G - General Rating)[10]

## Distribution
- Chris Pratt (VF : David Krüger ; VQ : Philippe Martin) : Peter Jason Quill / Star-Lord
- Zoe Saldaña (VF : Nathalie Karsenti ; VQ : Catherine Proulx-Lemay) : Gamora
- David Bautista (VF : Serge Biavan ; VQ : Blaise Tardif) : Drax le Destructeur
- Vin Diesel (VF : Guillaume Orsat ; VQ : James Hyndman) : Groot (voix)
- Bradley Cooper (VF : Alexis Victor ; VQ : Maël Davan-Soulas) : Rocket (voix)
- Kurt Russell (VF : Philippe Vincent ; VQ : Pierre Auger) : Ego[14],[15].
- Michael Rooker (VF : Julien Kramer ; VQ : Paul Sarrasin) : Yondu Udonta
- Karen Gillan (VF : Laëtitia Lefebvre ; VQ : Kim Jalabert) : Nébula
- Pom Klementieff (VF : elle-même ; VQ : elle-même) : Mantis
- Sylvester Stallone (VF : Alain Dorval ; VQ : Pierre Chagnon) : Stakar Ogord
- Elizabeth Debicki (VF : Céline Mauge ; VQ : Marie Bernier) : Ayesha, la prêtresse des Souverains (en)
- Chris Sullivan (VF : Frédéric Souterelle ; VQ : Guillaume Cyr) : Taserface (en)
- Sean Gunn (VF : Thibaut Belfodil ; VQ : Alexis Lefebvre) : Kraglin Obfonteri (en) ; Rocket (capture de mouvement)
- Tommy Flanagan (VF : Patrick Raynal ; VQ : Daniel Picard) : Tullk
- Laura Haddock (VF : Hélène Bizot ; VQ : Émilie Josset) : Meredith Quill
- Hannah Gottesman : la Souveraine servante
- Ben Browder (VF : Xavier Béja ; VQ : François Trudel) : le Souverain amiral
- Evan Jones : Wretch
- Joe Fria : Oblo
- Terence Rosemore : Narblik
- Jimmy Urine : Half-Nut
- Stephen Blackehart : Brahl
- Steve Agee (VF : Thierry Kazazian) : Gef
- Seth Green (VF : Sébastien Desjours ; VQ : Kevin Houle) : Howard the Duck (caméo)
- Gregg Henry : Jason Quill, le grand-père de Peter Quill (caméo)
- Rob Zombie : le Ravageur invisible (caméo)
- Michael Rosenbaum (VF : Jean-Alain Velardo ; VQ : Claude Gagnon) : Martinex T'Naga (caméo)
- Michelle Yeoh (VF : Ivana Coppola ; VQ : Alexa-Jeanne Dubé) : Aleta Ogord (caméo)
- Ving Rhames (VF : Saïd Amadis ; VQ : Philippe Cousineau) : Charlie-27 (caméo)
- Miley Cyrus : Mainframe (caméo vocal - non créditée)
- David Hasselhoff (VF : François Dunoyer ; VQ : Daniel Picard) : lui-même (caméo)
- Stan Lee (VF : Jean-Claude Montalban ; VQ : Jean-Jacques Lamothe) : un astronaute sur la planète des Gardiens (caméo, scène post-générique)
- Jeff Goldblum : le Grand Maître (caméo, non crédité)

- Version française
  - Studio de doublage : Dubbing Brothers[16]
  - Direction artistique : Hervé Bellon
  - Adaptation : Thomas Murat

 Source et légende : version française (VF) sur RS Doublage et selon le carton du doublage français cinématographique.

Photographies des acteurs principaux au San Diego Comic-Con
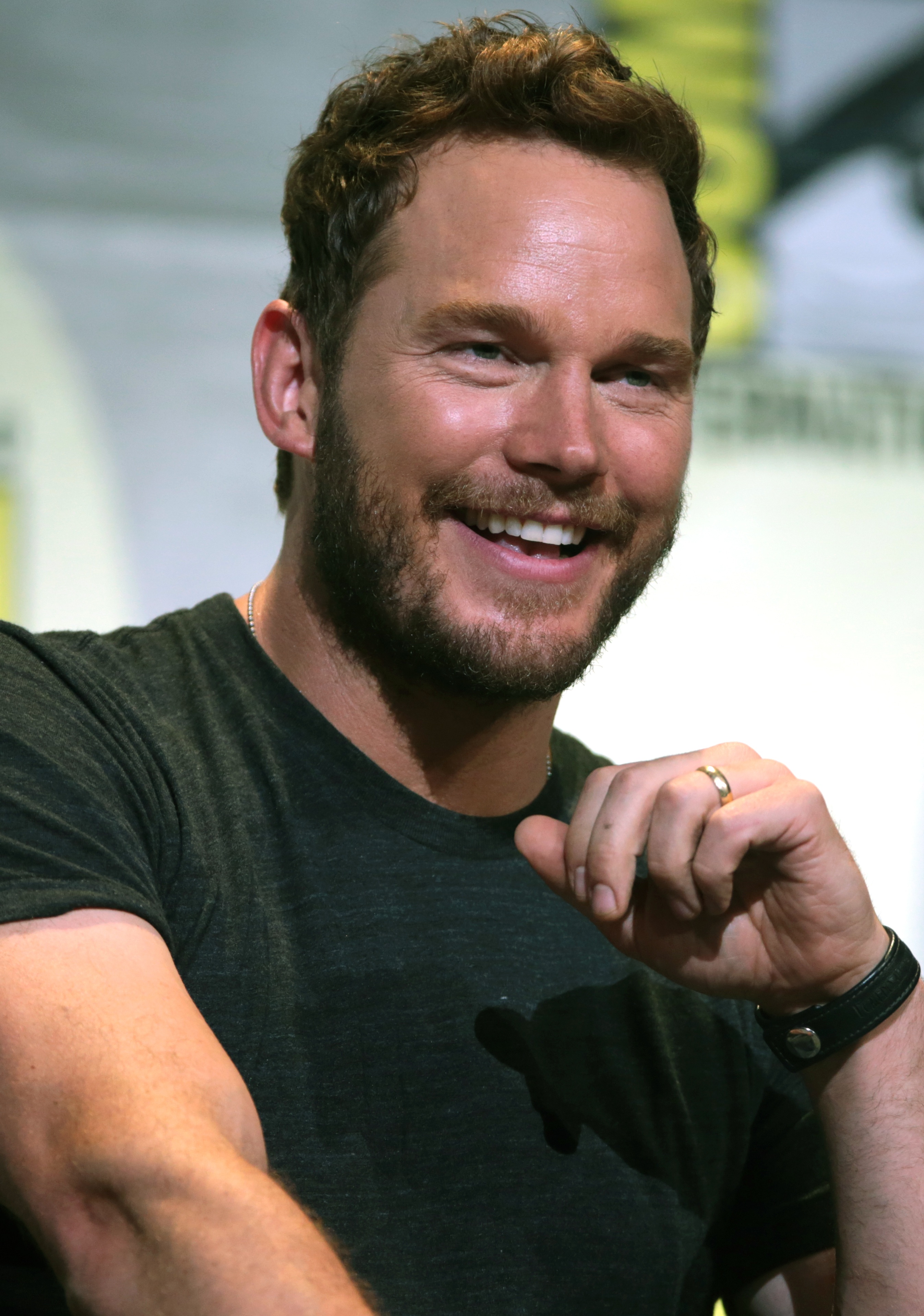
Chris Pratt.
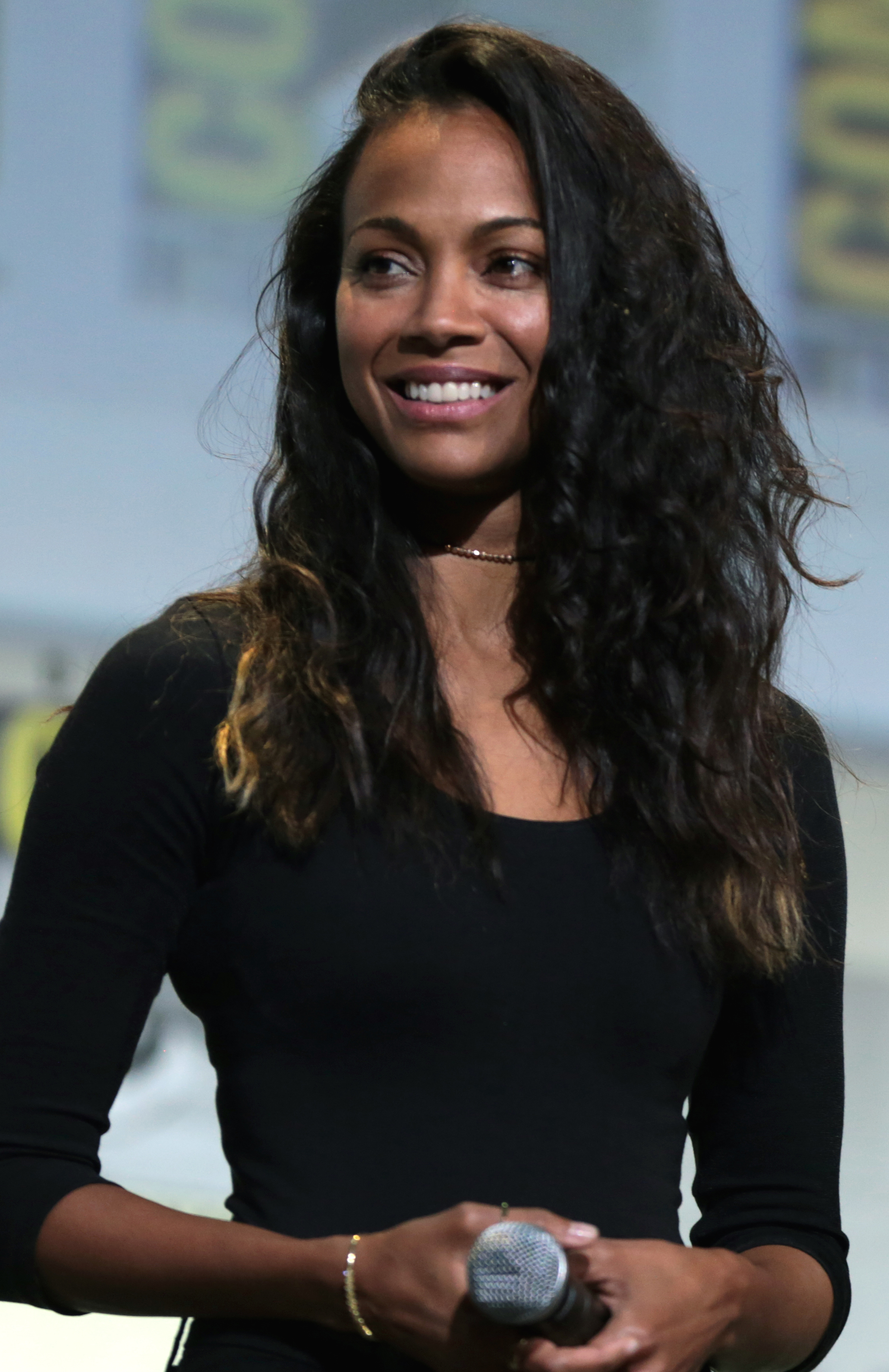
Zoe Saldana.
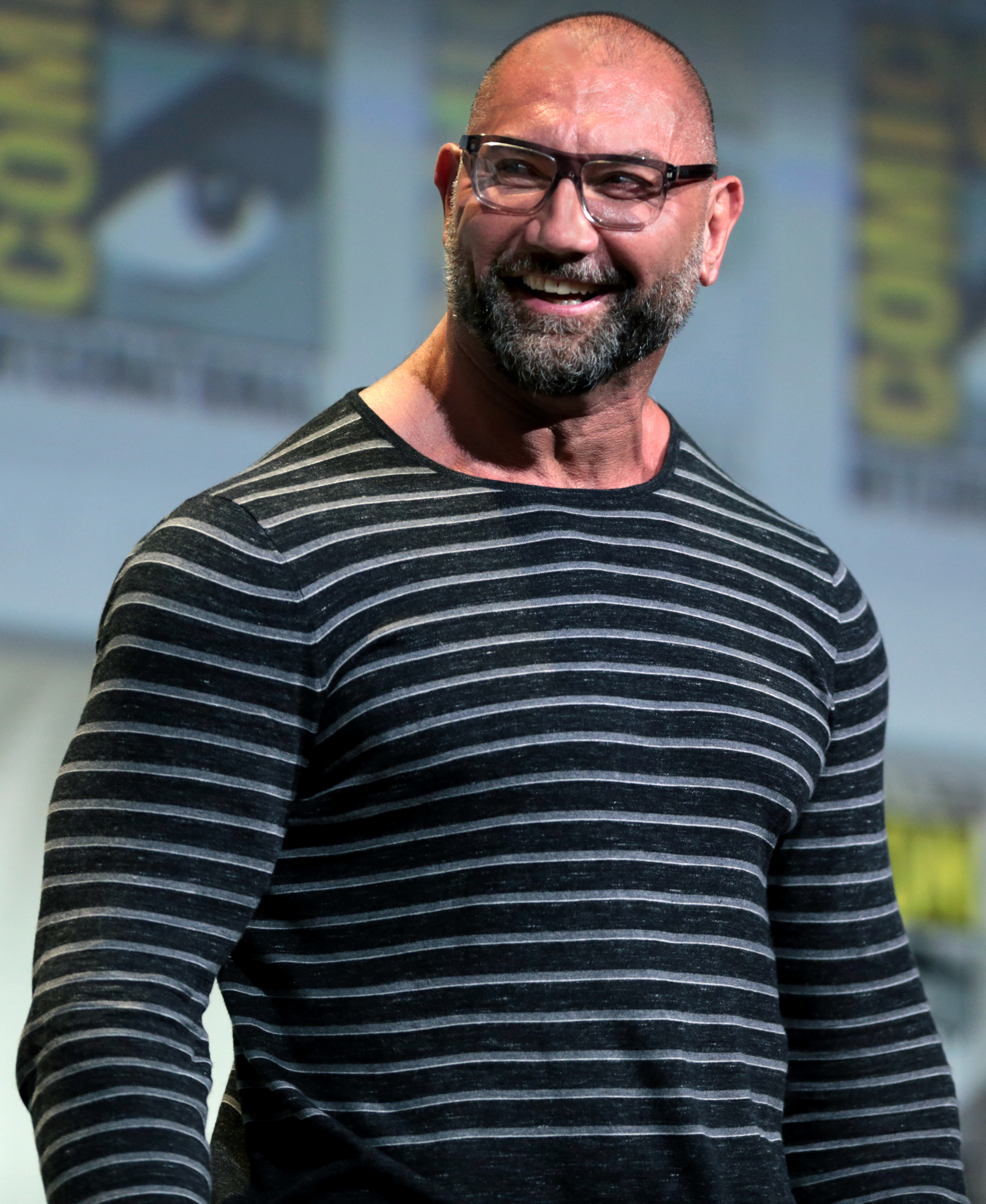
David Bautista.
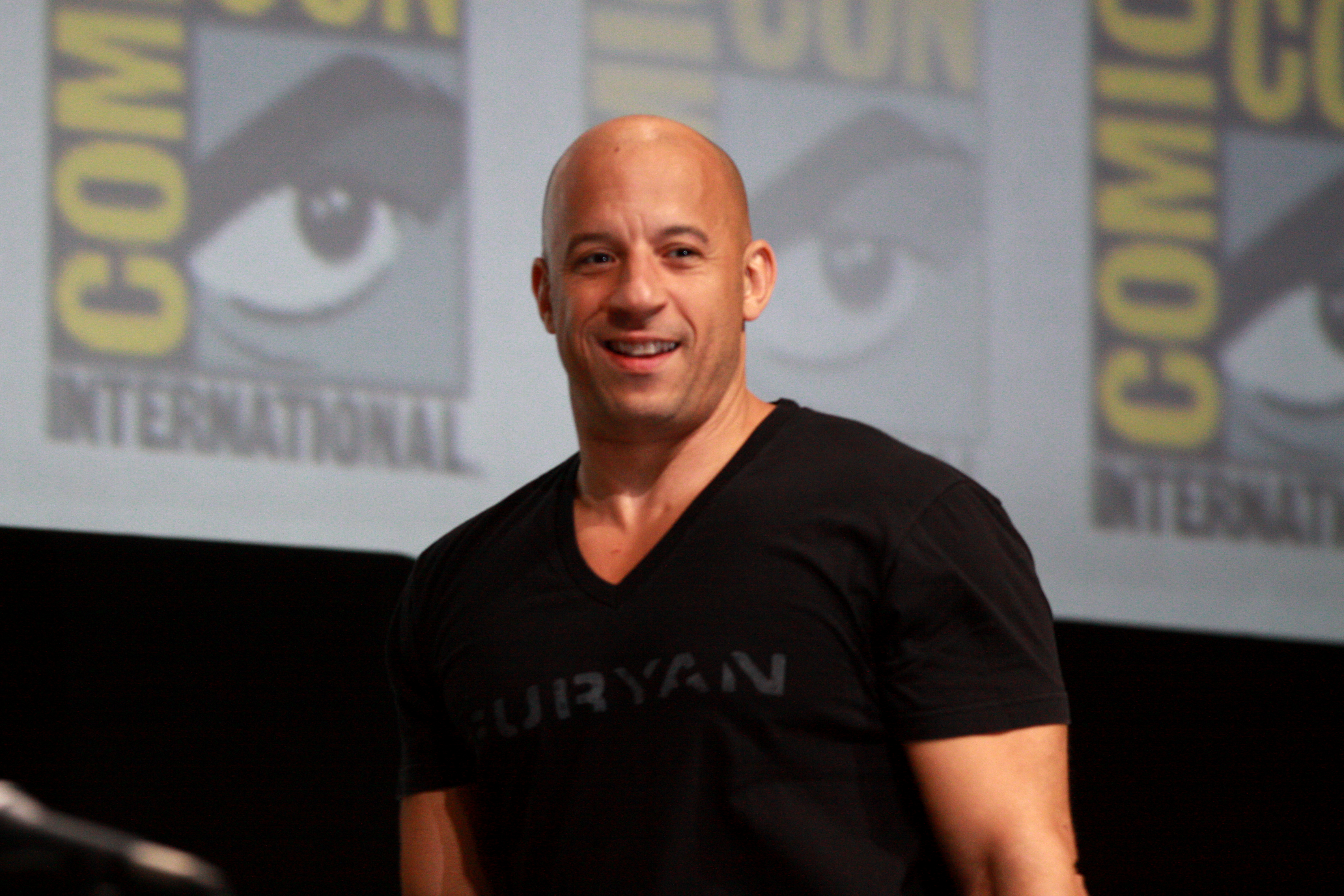
Vin Diesel.
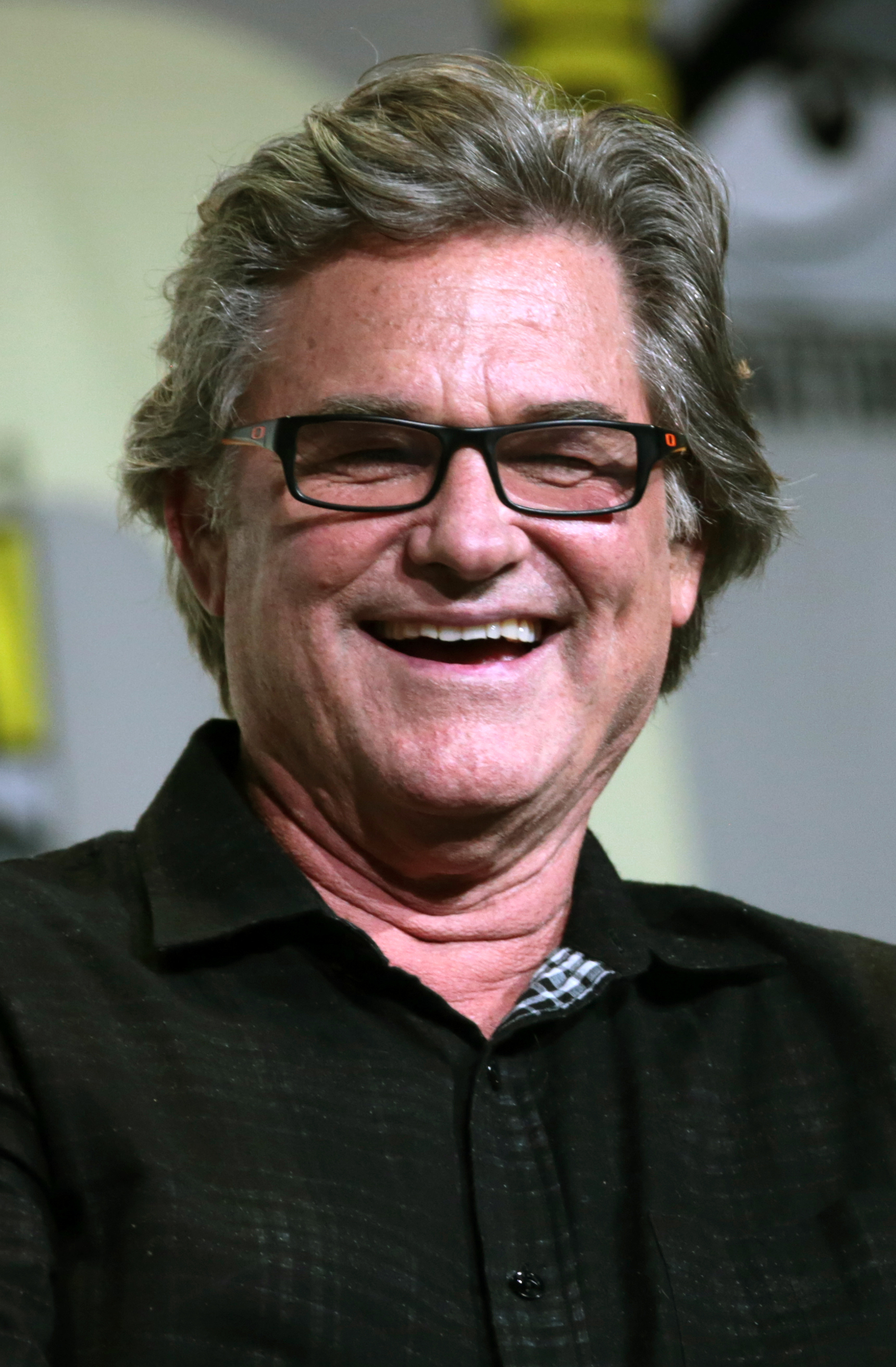
Kurt Russell.
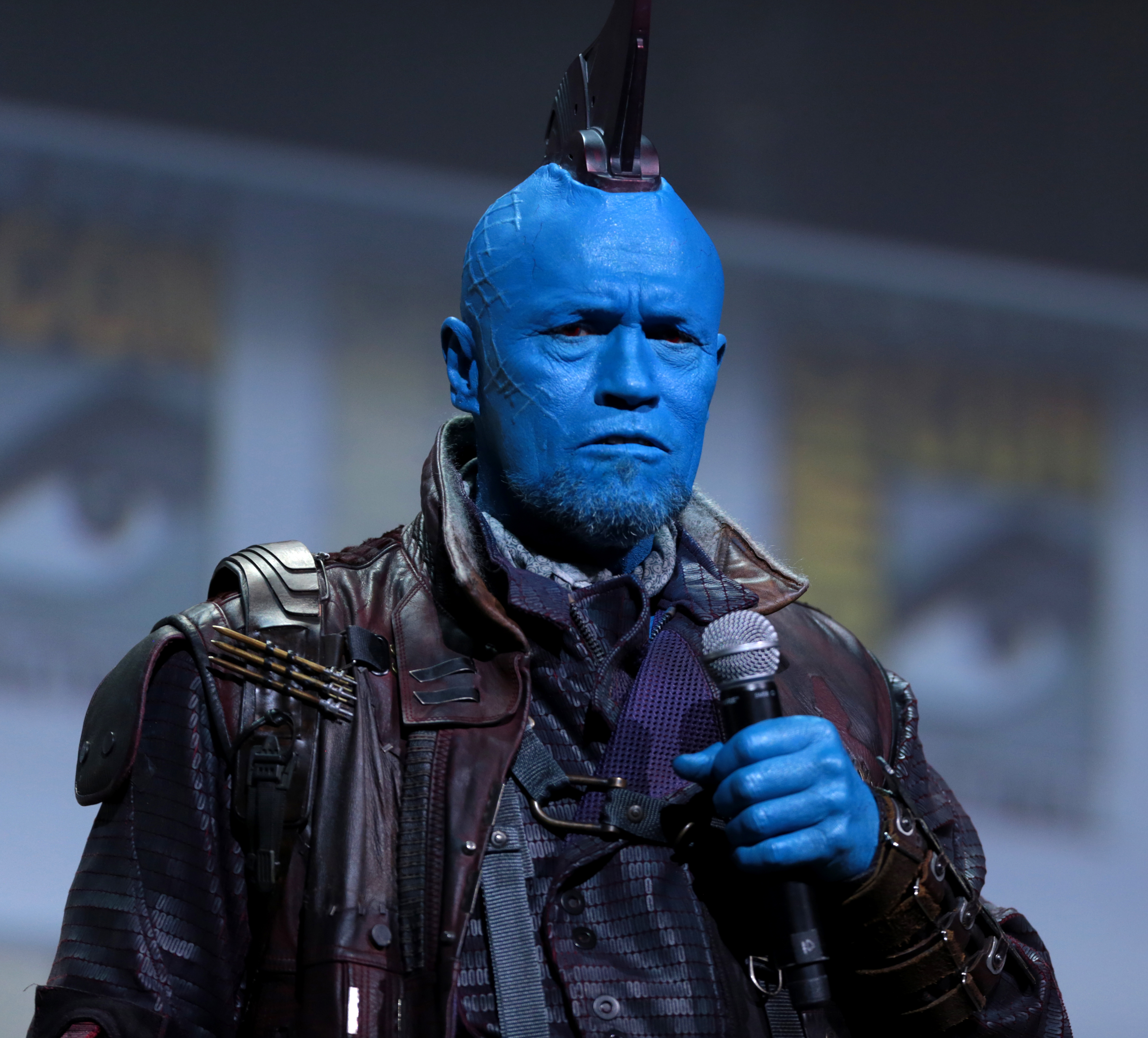
Michael Rooker.
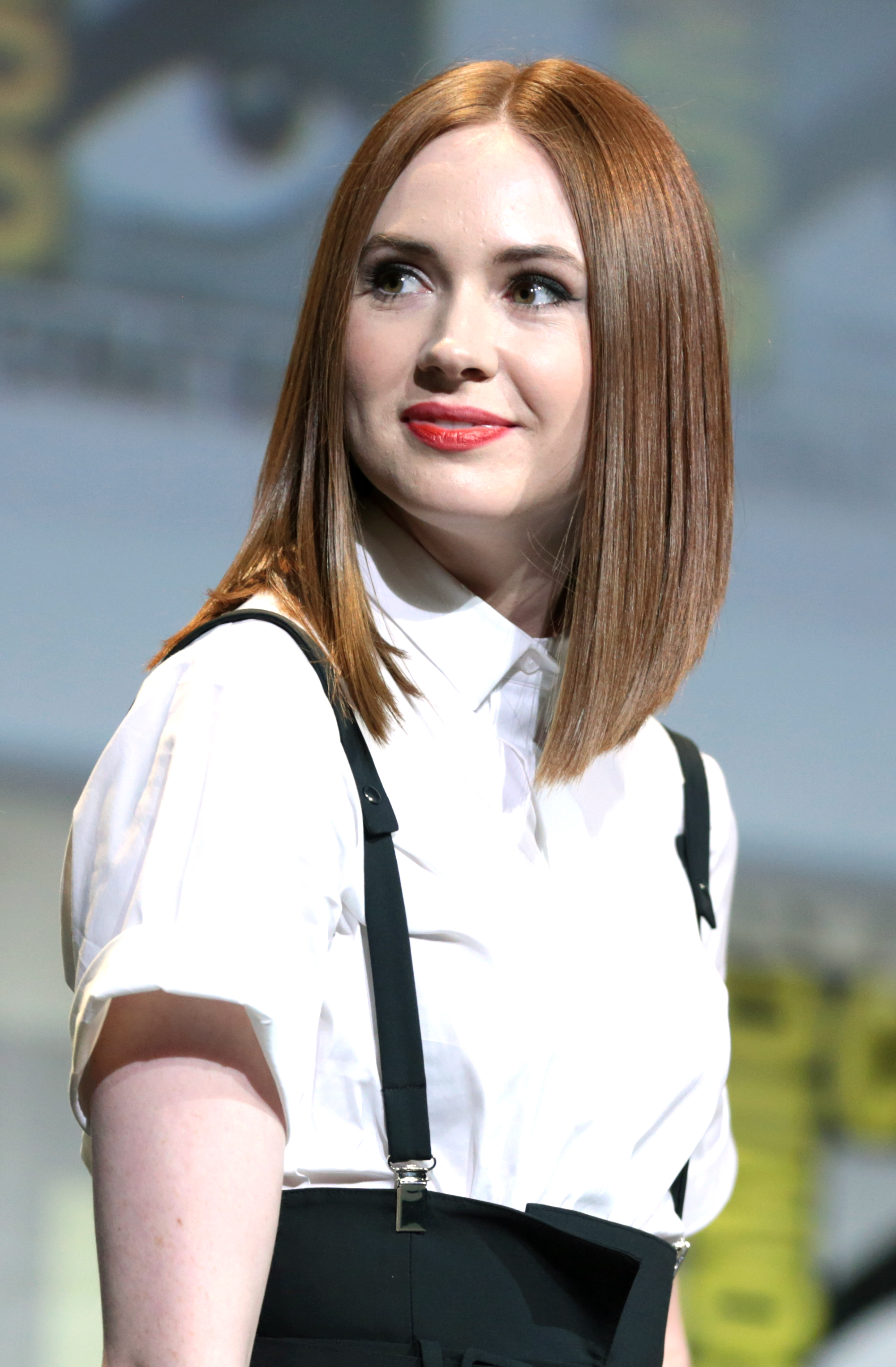
Karen Gillan.
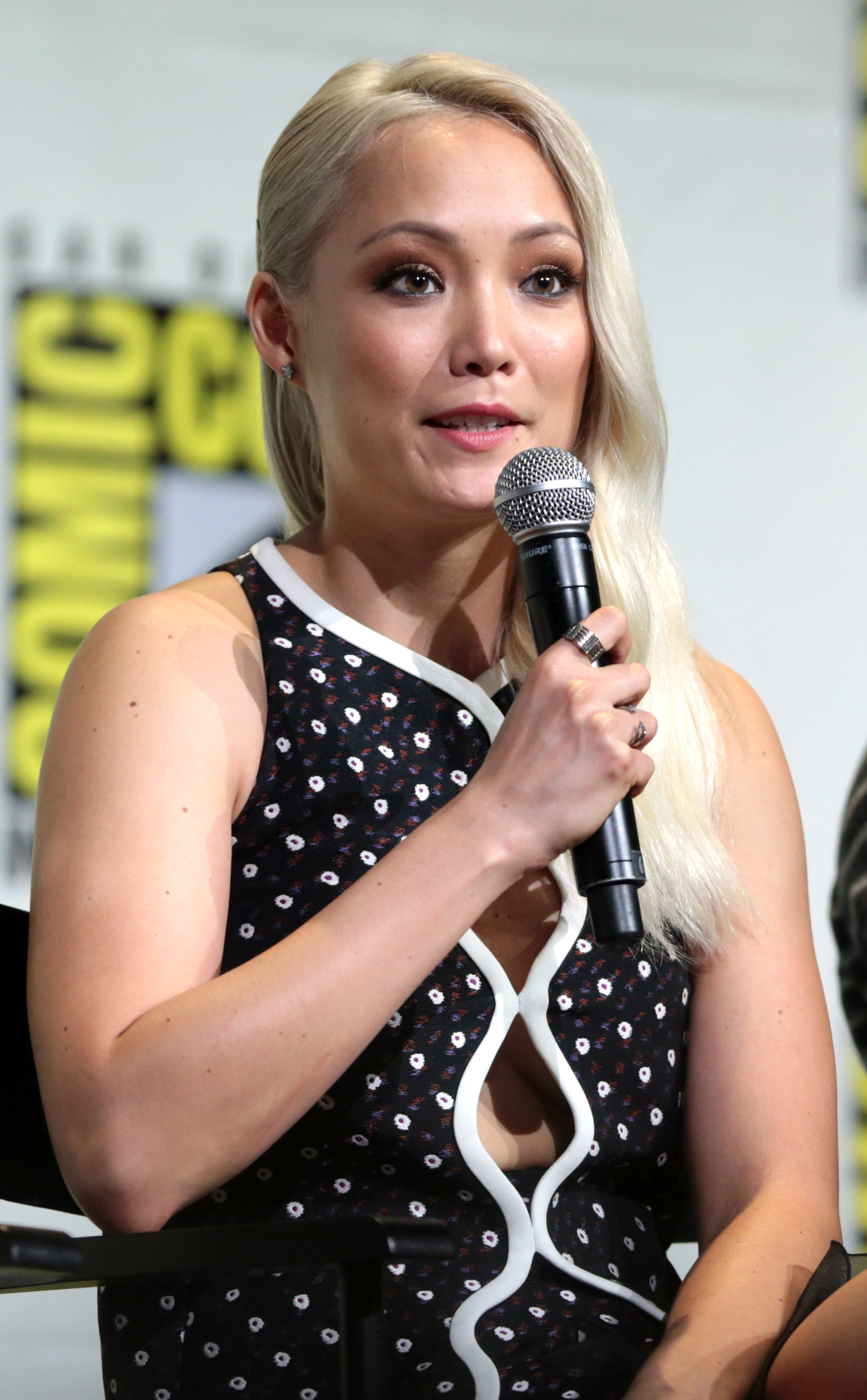
Pom Klementieff.

## Production

### Développement

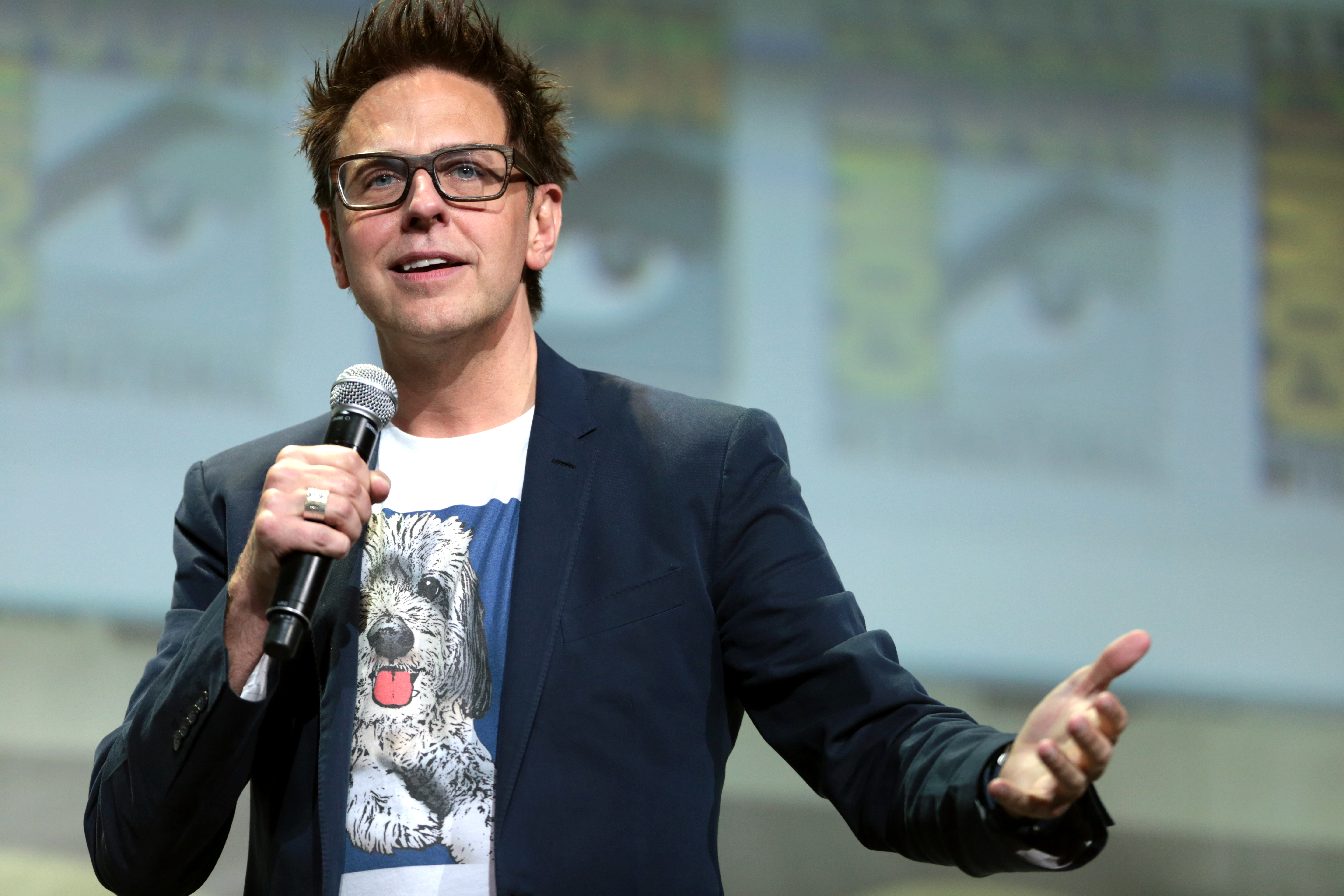
Le scénariste et réalisateur James Gunn au San Diego Comic-Con 2016.

En juillet 2014, Marvel Studios et son président, le producteur Kevin Feige, annoncent, un mois avant la sortie du premier opus, que la suite des aventures de Peter Quill et ses comparses sortira en 2017 et sera écrite et réalisée de nouveau par James Gunn.
En juin 2015, James Gunn annonce que le scénario est terminé et l'acteur Chris Pratt ajoute que Marvel l'avait trouvé « parfait ». Le même mois, le réalisateur se voit contraint d'annoncer le titre du film après que le producteur Kevin Feige l'a malencontreusement dévoilé lors d'une interview : Guardians of the Galaxy Vol. 2.

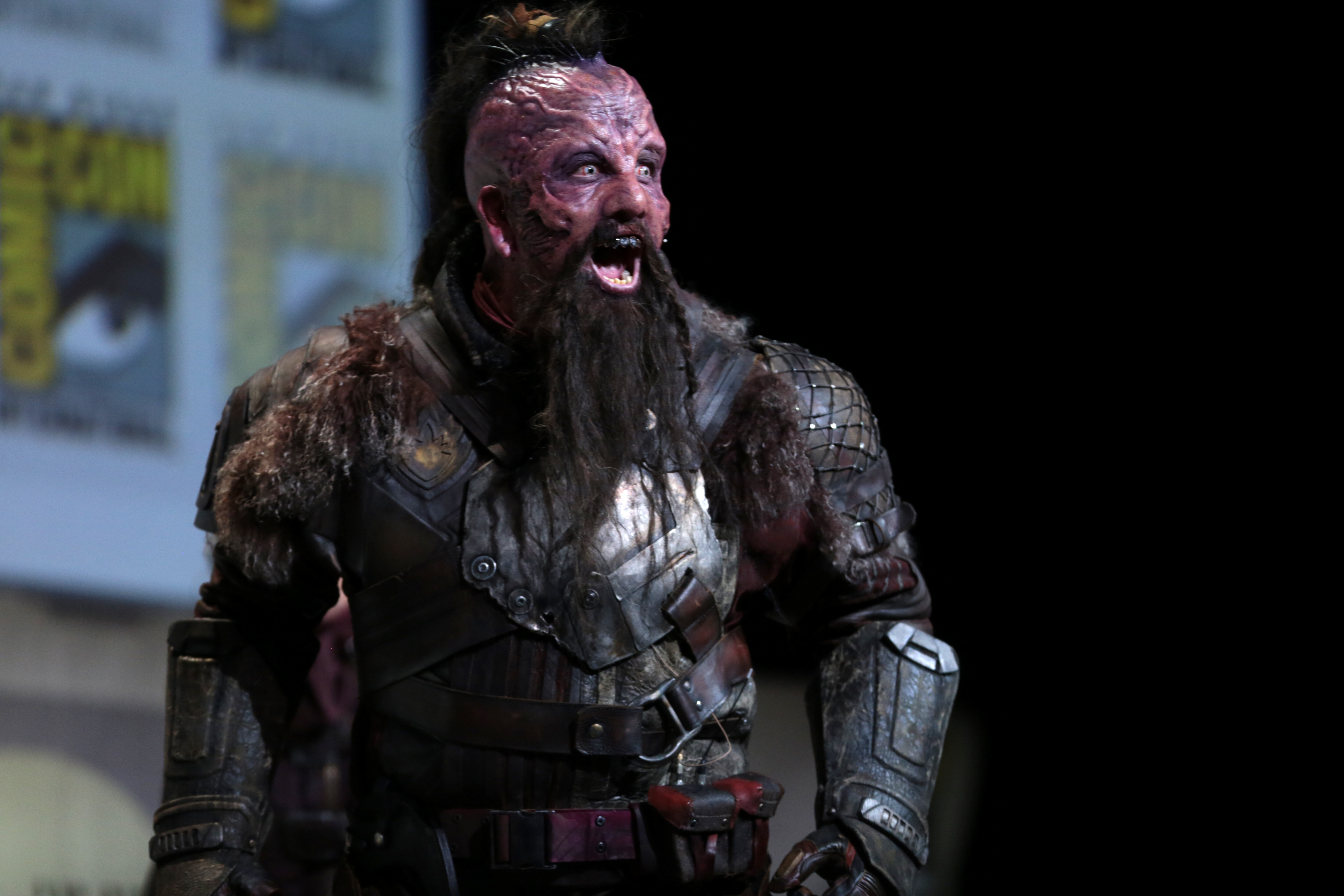
Un Ravager pour la promotion du film, également au San Diego Comic-Con 2016.

### Attribution des rôles
En août 2014, James Gunn annonce que le second film se focalisera davantage sur l'identité du père de Peter et dévoile que « ce ne sera pas le personnage qui figure dans les bandes-dessinées ». Cependant, d'après lui, cette question ne sera pas une priorité dans le film.
En septembre 2014, il est rapporté que l'idée du réalisateur serait d'intégrer de nouveaux personnages féminins. Par ailleurs, il dément la rumeur qui veut que Carol Danvers / Captain Marvel serait introduite dans ce second film sur les Gardiens.
En octobre 2014, James Gunn annonce le retour de Chris Pratt (Peter Quill / Star-Lord), Zoe Saldana (Gamora), Dave Bautista (Drax le Destructeur), Vin Diesel (Groot) et de Bradley Cooper (Rocket) et annonce que l'équipe serait entourée d'anciens comme de nouveaux personnages et que certains pourraient intégrer l'équipe,.
En novembre 2014, James Gunn annonce le retour de trois personnages : Yondu (interprété par Michael Rooker), Kraglin (interprété par Sean Gunn) et Nébula (interprétée par Karen Gillan). Quant à Taneleer Tivan / le Collectionneur, le réalisateur a annoncé qu'il reviendrait, mais pas forcément dans le second film alors que l'acteur Benicio del Toro aimerait bien reprendre ce rôle. Le même mois, il annonce que le personnage de Richard Rider / Nova n'apparaîtrait pas dans la suite. Il dévoile également sa volonté de voir plus Nébula.
En juin 2015, le réalisateur répond à un fan en lui annonçant que ni Kang ni l'Empire Shi'ar ne seraient présents dans le film.
En août 2015, James Gunn annonce officiellement le retour de Vin Diesel, prêtant sa voix au personnage de Groot. En septembre 2015, le frère du réalisateur, Sean Gunn, annonce son retour dans le rôle de Kraglin, le second de Yondu. En octobre, James Gunn annonce que l'actrice franco-canadienne Pom Klementieff a rejoint le casting ; les premières rumeurs lui donnent le rôle de Mantis.
En février 2016, Kurt Russell est confirmé dans le rôle d'Ego, alors que les noms de Gary Oldman, Viggo Mortensen, Christoph Waltz, Christopher Plummer, Max von Sydow, Matthew McConaughey et Liam Neeson avaient été évoqués. Elizabeth Debicki rejoint elle aussi la distribution.
James Gunn a révélé que lui et Kevin Feige souhaitaient que David Bowie fasse un caméo, avant sa mort survenue en janvier 2016.

### Tournage
Le tournage du film a commencé le 11 février 2016 aux Pinewood Atlanta Studios. C'est le premier film qui utilise une caméra 8K, la Red Weapon 8K.
Le 17 février 2016, Marvel annonce que le tournage principal a débuté, après une semaine de pre-shooting. James Gunn annonce la fin du tournage le 17 juin 2016.
Plusieurs informations sont confirmées lors du San Diego Comic-Con International de 2016 : Kurt Russell interprète Ego, réécrit comme étant le père de Peter Quill, Elizabeth Debicki est Ayesha, Sylvester Stallone est un membre des Nova Corps, et plusieurs acteurs annoncés sont des membres des Ravageurs. Michael Rosenbaum est confirmé pour l'un des rôles dans le film.

## Musique
Le 28 avril 2017, à l'occasion de la sortie du film Les Gardiens de la Galaxie Vol. 2, Spotify et Disney proposent aux utilisateurs de 16 pays de générer 70 listes de lecture de musique rétro inspirées du film.

### Guardians of the Galaxy - Awesome Mix Vol. 2
Bandes originales de l'univers cinématographique Marvel
Doctor Strange
(2016) Spider-Man: Homecoming
(2017)
L'album est sorti le 21 avril 2017. Tout comme pour le premier film, la pochette de l'album montre un vieux lecteur contenant une cassette avec inscrit au stylo « Awesome Mix Vol. 2 ».
| 1.    | Mr. Blue Sky                | Electric Light Orchestra                | 5:03 |
| 2.    | Fox on the Run              | Sweet                                   | 3:25 |
| 3.    | Lake Shore Drive            | Aliotta Haynes Jeremiah (en)            | 3:49 |
| 4.    | The Chain                   | Fleetwood Mac                           | 4:27 |
| 5.    | Bring It On Home to Me      | Sam Cooke                               | 2:43 |
| 6.    | Southern Nights             | Glen Campbell                           | 2:57 |
| 7.    | My Sweet Lord               | George Harrison                         | 4:37 |
| 8.    | Brandy (You're a Fine Girl) | Looking Glass                           | 3:03 |
| 9.    | Come a Little Bit Closer    | Jay and the Americans                   | 2:46 |
| 10.   | Wham Bam Shang-A-Lang       | Silver                                  | 3:32 |
| 11.   | Surrender                   | Cheap Trick                             | 4:14 |
| 12.   | Father and Son              | Cat Stevens                             | 3:39 |
| 13.   | Flash Light                 | Parliament                              | 4:28 |
| 14.   | Guardians Inferno           | The Sneepers featuring David Hasselhoff | 3:16 |
| 51:59 |                             |                                         |      |

### Guardians of the Galaxy Vol. 2 (Original Score)
Albums de Tyler Bates
John Wick 2
(2017) Atomic Blonde
(2017)
La musique du film est composée par Tyler Bates.
| 1.    | Showtime a-Holes                | 1:27 |
| 2.    | vs the Abilisk                  | 2:35 |
| 3.    | The Mantis Touch                | 1:53 |
| 4.    | Space Chase                     | 3:20 |
| 5.    | Family History                  | 3:48 |
| 6.    | Groot Expectations              | 1:57 |
| 7.    | Mammalian Bodies                | 1:50 |
| 8.    | Starhawk                        | 1:49 |
| 9.    | Two-Time-Galaxy Savers          | 3:01 |
| 10.   | I Know Who You Are              | 4:20 |
| 11.   | Ego                             | 2:47 |
| 12.   | Kraglin and Drax                | 1:34 |
| 13.   | The Expansion                   | 1:05 |
| 14.   | Mary Poppins and the Rat        | 3:07 |
| 15.   | Gods                            | 1:28 |
| 16.   | Dad                             | 2:28 |
| 17.   | A Total Hasselhoff              | 2:01 |
| 18.   | Sisters                         | 2:05 |
| 19.   | Guardians of the Frickin Galaxy | 0:59 |
| 43:34 |                                 |      |

## Accueil

### Sortie
En juillet 2014, Kevin Feige annonce une sortie prévue pour le 28 juillet 2017. Trois mois plus tard, lors de la conférence de presse présentant la phase 3 de l'univers cinématographique Marvel, Kevin Feige annonce une sortie pour le 5 mai 2017, soit deux mois plus tôt par rapport à la première date annoncée. En France, le film sort quelques jours avant, le 26 avril 2017.

### Accueil critique
Sur l'agrégateur américain Rotten Tomatoes, le film récolte 85 % d'opinions favorables pour 403 critiques. Sur Metacritic, il obtient une note moyenne de 67⁄100 pour 48 critiques.
En France, le site Allociné propose une note moyenne de 3,4⁄5 à partir de l'interprétation de critiques provenant de 27 titres de presse.

### Box-office
Le 7 mai 2017, le film Les Gardiens de la Galaxie Vol. 2 récolte 145 millions $ de recettes en première semaine aux États-Unis. Le 31 mai 2017, Les Gardiens de la Galaxie Vol. 2 récolte 800 millions d'USD moins d'un mois après sa sortie. En France, le film réalise une meilleure première semaine d'exploitation que son prédécesseur avec plus d'un million d'entrées, contre 935 466 entrées pour le premier opus en août 2014. Le film totalise 3 232 533 entrées, ce qui est le troisième plus grand succès pour Sylvester Stallone en nombre d'entrées, derrière Rambo 2 : La Mission et Rocky 4.
| Pays ou région    | Box-office        | Date d'arrêt du box-office | Nombre de semaines |
| ----------------- | ----------------- | -------------------------- | ------------------ |
| États-Unis Canada | 389 813 101 $     | 21 septembre 2017          | 19                 |
| France            | 3 232 533 entrées | 18 juillet 2017            | 12                 |
| Total mondial     | 863 756 051 $     | 21 septembre 2017          | 20                 |

## Distinctions
Entre 2017 et 2018, le film Les Gardiens de la Galaxie Vol. 2 a été sélectionné 75 fois dans diverses catégories et a remporté 15 récompenses,.

### Nominations
- Kids' Choice Awards 2018 :
  - Meilleur acteur de cinéma préféré pour Chris Pratt
  - Meilleure actrice de cinéma préféré pour Zoe Saldana

## Analyse

### Caméos
- Le canard humanoïde Howard the Duck, déjà présent dans la scène post-générique du premier film, apparaît ici dans la scène du bar.
- Lorsque le vaisseau des Ravageurs, piloté par Rocket et Yondu enchaîne une succession de sauts en direction d'Ego, on peut apercevoir Stan Lee discutant avec Uatu Le Gardien ; il réapparaît également dans une scène post-générique.
- Gregg Henry, qui incarnait le grand-père de Peter au début du premier film, réapparaît ici brièvement lorsque sa voiture bleue est percutée par l’énergie déployée par Ego sur Terre.
- Dans le générique de fin, on peut voir la plupart des personnages qui dansent. On peut également voir brièvement une vignette de Jeff Goldblum en Grand Maître, qu'il interprète dans l'un des films suivants de l'univers cinématographique Marvel, Thor : Ragnarok.
- À la fin du générique, on voit une image de Cosmo dans une combinaison d'astronaute de l'URSS (CCCP est écrit en rouge sur la combinaison).